# Cecil Thiré
Cecil Aldary Portocarrero Thiré (Rio de Janeiro, 28 maggio 1943 – Rio de Janeiro, 9 ottobre 2020) è stato un attore e doppiatore brasiliano.

## Biografia
Figlio di Tonia Carrero e dell'artista Carlos Thiré, seguì le orme materne producendosi in teatro, al cinema e in televisione, dove lavorò in molte produzioni di Rede Globo: fu uno dei protagonisti di Top Model, ma divenne noto soprattutto per i suoi numerosi ruoli da cattivo, come quelli sostenuti in Potere e A Proxima Vitima. Al cinema apparve nei film I fucili, Caccia allo scorpione d'oro, O Quatrilho e Per sempre. Fu anche attivo come doppiatore, prestando tra l'altro la voce al collega Paulo Cesar Pereio in alcuni film. 
Cecil Thiré morì nell'ottobre 2020 per le complicazioni della malattia di Parkinson, due anni e mezzo dopo il decesso di sua madre. 

## Vita privata
Ebbe quattro figli, tre dei quali - Miguel, Carlos e Luisa - divennero anch'essi attori. Dal 2006 era sposato con l'attrice Nancy Galvao, che fu l'ultima delle sue tre mogli.

## Filmografia

### Cinema
- 2006 - Didi, o Caçador de Tesouros
- 2005 - Bela Noite para Voar
- 2001 - Sonhos Tropicais
- 2000 - Cronicamente Inviável
- 1998 - Caminho dos Sonhos
- 1995 - O Quatrilho
- 1994 - Mil e uma
- 1991 - Caccia allo scorpione d'oro
- 1991 - Manobra Radical
- 1991 - Per sempre
- 1988 - Fábula de la Bella Palomera
- 1982 - Luz del Fuego
- 1979 - Muito Prazer
- 1975 - Eu Dou o que ela Gosta
- 1974 - Ainda Agarro esta Vizinha
- 1973 - Como nos livrar do saco
- 1969 - O Bravo Guerreiro
- 1968 - O Diabo Mora no Sangue (regista)
- 1966 - Arrastão
- 1965 - Society em Baby-doll
- 1965 - Crônica da Cidade Amada
- 1964 - I fucili
- 1962 - Os Mendigos